# La Victoria (Alto Paraguay)
La Victoria é uma cidade e distrito do departamento de Alto Paraguay, Paraguai. Possui uma população de 6.489 habitantes e sua economia é baseada da pecuária.
A este distrito pertence a cidade de Puerto Casado.

## Transporte
O município de La Victoria é servido pelas seguintes rodovias:
- Caminho em terra ligando o município a cidade de Bahia Negra
- Caminho em terra ligando o município a cidade de Mariscal José Félix Estigarribia ( Departamento de Boquerón)